# Express (bài hát của Christina Aguilera)
"Express" là một bài hát của ca sĩ người Mỹ Christina Aguilera. Bài hát được sáng tác bởi Aguilera, Christopher "Tricky" Stewart, và Claude Kelly, được sản xuất bởi Stewart cho album nhạc phim, Burlesque (2010). Ca khúc ra mắt công chúng vào ngày 3 tháng 11 năm 2010 trên chương trình radio On Air with Ryan Seacrest. Nó cũng được phát hành trên sóng phát thanh ở Ý như một đĩa đơn vào ngày 12 tháng 11, 2010, và sóng phát thanh ở Úc vào ngày 6 tháng 12. Cũng trong năm đó, Aguilera biểu diễn Express trên chương trình truyền hình The X Factor của Anh. Màn trình diễn này bị chỉ trích là quá dâm dục. Tuy nhiên, riêng bài hát thì nhận được khá nhiều ý kiến phản hồi tích cực từ các nhà phê bình.

## Vị trí trên các bảng xếp hạng
Tại Ý, "Express" xuất hiện lần đầu trên bảng xếp hạng ở vị trí thứ 94, và leo lên vị trí thứ 50 sau năm tuần. Tại Nhật, đĩa đơn đạt đến vị trí thứ 32 trên bảng xếp hạng Japan Hot 100. Trên bảng UK Singles Chart, sau màn trình diễn của Aguilera trên X Factor, "Express" vươn đến vị trí 75. Ngoài ra, bài hát còn đạt đến vị trí thứ 21 trên bảng UK R&B Chart.

## Biểu diễn trên sân khấu
Aguilera biểu diễn bài hát này ở lễ trao giải American Music Awards năm 2010. Ngày 11 tháng 12 năm 2010 Aguilera tiếp tục diễn bài này trên chương trình X Factor, màn trình diễn của cô và màn "What's My Name?" của Rihanna bị chỉ trích là quá dâm dục đối với một chương trình dành cho gia đình và trẻ nhỏ như X Factor.

## Bảng xếp hạng
| Bảng xếp hạng (2010)                | Vị trí cao nhất |
| ----------------------------------- | --------------- |
| Australian Singles Chart            | 58              |
| Nhật Bản (Japan Hot 100)            | 32              |
| Swiss Singles chart                 | 54              |
| UK Singles Chart                    | 75              |
| UK R&B Chart                        | 21              |
| Mỹ Billboard Bubbling Under Hot 100 | 2               |